# 17928 Нойвірт
17928 Нойвірт (17928 Neuwirth) — астероїд головного поясу, відкритий 15 квітня 1999 року.
Тіссеранів параметр щодо Юпітера — 3,473.